# Estação Triagem (Metrô Rio)
Triagem é uma estação da linha 2 do metrô do Rio de Janeiro. Inaugurada em junho de 1988, a Estação Triagem está situada entre as ruas Bérgamo e Licínio Cardoso. Vizinha à estação de trem homônima, a estação serve também aos bairros do Rocha e de Benfica.
Foi inaugurada pelo então governador do estado, Chagas Freitas.

## Acessos
A estação possui dois acessos: 
- Acesso A - Rede Ferroviária
- Acesso B - Rua Licínio Cardoso

## Integrações
Possui integração (transferência paga) com as linhas de trem de Belford Roxo e Saracuruna através da estação Triagem da SuperVia.